# Mietvertrag (Deutschland)

Deutscher Einheits-Mietvertrag
(vor 1933)
Er wurde als Formular offensichtlich noch 1950 genutzt.

In Deutschland ist ein Mietvertrag ein gegenseitiger schuldrechtlicher Vertrag zur zeitweisen Gebrauchsüberlassung gegen Entgelt, durch den sich eine Vertragspartei (der Vermieter) dazu verpflichtet, der anderen Partei (dem Mieter) den Gebrauch der gemieteten Sache zu gewähren, während die Gegenleistung des Mieters in der Zahlung der vereinbarten Miete (früher: Mietzins, für den Vermieter: Mietforderung) besteht.
Mögliche Mietgegenstände (bzw. „Mietobjekte“) sind bewegliche und unbewegliche Sachen oder Sachteile, die gebrauchstauglich sind (beispielsweise auch die Hauswand als Werbefläche). Für das Mietrecht gelten im deutschen Recht die §§ 535 bis 580a des Bürgerlichen Gesetzbuchs (BGB).

## Mietvertragstypen
Der Aufbau des deutschen Mietrechts macht es erforderlich, Mietverträge korrespondierend nach der Nutzungsart zu typisieren.
- Die allgemeinen Vorschriften für Mietverhältnisse (§§ 535 bis 548 BGB), sowie die Rechtsvorschriften über die Gestaltung von Formularverträgen (§§ 305 bis 310 BGB) gelten für alle Mietverhältnisse.
- Bei der Vermietung von Räumen unterscheidet das Gesetz danach, ob die Immobilie zu Wohnzwecken oder zu anderen Zwecken genutzt wird.
- Für Mietverhältnisse über Wohnraum gelten dann zusätzlich zu den allgemeinen Vorschriften besondere Rechtsvorschriften (§§ 549 bis 577a BGB). Darunter fallen insbesondere die Mieterschutzgesetze. Benötigt wird ein Wohnraummietvertrag.
- Für Mietverhältnisse über Grundstücke und Räume, die keine Wohnräume sind, kommen die Rechtsvorschriften des BGB (§§ 549–577 BGB) nur eingeschränkt zur Anwendung (§ 578 BGB). Insbesondere gelten die Mieterschutzgesetze im Bereich der gewerblichen Vermietung (= nicht zu Wohnzwecken) nicht. Hier spricht man allgemein von einem Gewerbemietvertrag.
- Für die Vermietung von beweglichen Sachen gelten nur die allgemeinen Vorschriften über Mietverhältnisse mit einer Ausnahme: Für im Schiffsregister eingetragene Schiffe gibt es wenige besondere gesetzliche Regelungen.
- Um einen Pachtvertrag handelt es sich, wenn der Pächter nicht nur zum Gebrauch, sondern zusätzlich zum „Genuss der Früchte“ (§ 581 BGB) berechtigt ist. Für Pachtverträge sind die Vorschriften zum Mietrecht entsprechend anzuwenden. Das BGB enthält weitere besondere Regelungen für Pachtverhältnisse (§§ 581 bis 597 BGB), dabei differenziert das Gesetz weiter zwischen Pacht- und Landpachtvertrag. Daneben steht die Unternehmenspacht.
- Kein Mietverhältnis, sondern Leihe liegt vor, wenn der Verleiher dem Entleiher den Gebrauch der Sache unentgeltlich gestattet. Ein Vertrag, der die Verpflichtung zur unentgeltlichen Gebrauchsüberlassung einer Wohnung zum Inhalt hat, ist ein Leihvertrag und kein Mietvertrag.[1]
- Bei der Vermietung von Räumen zu Wohnzwecken unterscheidet der Gesetzgeber weiter durch spezielle Sondervorschriften
  - Zeitmietverträge (befristete Vermietung)
  - Untermietverträge
  - Werkwohnungen
  - Vermietungen zum vorübergehenden Gebrauch, beispielsweise: Ferienwohnungen, Räume in Pensionen und Gasthöfen, bei letzteren kann auch ein Beherbergungsvertrag (§§ 701 ff BGB) vorliegen.
- Der Heimvertrag (beispielsweise für Seniorenheim) enthält neben dienstvertraglichen Elementen auch ein mietrechtliches Element.[2]
- Nach aktueller Rechtsprechung des BGH ist auch der Application-Service-Providing-Vertrag, also ein Vertrag, der die Bereitstellung oder die Gebrauchsüberlassung von Software und Anwendungen über das Internet oder andere Netze zum Inhalt hat, im Regelfall als Mietvertrag einzuordnen.[3] Im Vordergrund dieses Vertrages steht nach Ansicht des BGH die (Online-)Nutzung fremder (Standard-)Software, die in aller Regel nicht nur einem, sondern einer Vielzahl von Kunden zur Verfügung gestellt wird. Somit sei die (entgeltliche) Gebrauchsüberlassung als Schwerpunkt des Vertrages anzusehen, weshalb ein derartiger Vertrag als Mietvertrag im Sinne der § § 535 ff. BGB eingeordnet worden ist.[4]

Das sehr umfangreiche und differenzierte deutsche Miet- und Pachtrecht wird schon wegen seines Umfangs als schwer verständlich empfunden, geht dafür aber differenziert auf einzelne Lebenssachverhalte ein.
Insbesondere für Mietverträge zur dauerhaften (nicht nur vorübergehenden) Vermietung von Wohnraum bestehen viele zwingende gesetzliche Vorschriften; solche gesetzliche Regelungen können nicht wirksam in einem Mietvertrag abgeändert werden. Darüber hinaus hat der Gesetzgeber für die Gestaltung von vorformulierten Mietverträgen genaue Regeln aufgestellt (§§ 305 bis 311a BGB), die von jedem Vertragsanwender genau beachtet werden müssen.
Nicht Bestandteil des Mietvertrages, aber gängige Praxis bei der Vermietung von Wohn- und Gewerbeimmobilien ist die Anfertigung eines Wohnungsübergabeprotokolls.

## Untervermietung
Ein Untermietvertrag ist eine spezielle Variante des Mietvertrages. Besteht zwischen dem Vermieter V und dem Mieter M1 bereits ein Mietvertrag über die Wohnung, so ist es M1 möglich, seinerseits die Mietsache zu vermieten. Die Gebrauchsüberlassung an Dritte (Untervermietung) regeln § 540 und § 553 BGB. Als Untervermietung wird dann das Rechtsverhältnis zwischen ihm (M1) und seinem Mieter M2 bezeichnet; insoweit ist M1 Vermieter des M2. Es heißt dann, dass M2 bei M1 zur Untermiete wohnt. An einem solchen Vertrag kann M1 insbesondere dann interessiert sein, wenn er mit M2 in Wohngemeinschaft leben, in Zeiten vorübergehender Abwesenheit die Mieträume (bei nämlich unveränderter Zahlungspflicht gegenüber V) nicht leerstehen lassen will oder ein ungenutztes Zimmer zum Beispiel aus finanziellen Gründen vermieten will. In vielen Mietverträgen (betreffend das Verhältnis zwischen V und M1) wird das Recht des M1, solche Untermietverträge einzugehen, ausgeschlossen; entsprechende Klauseln sind jedoch nach § 553 Abs. 3 BGB unwirksam. Allerdings kann eine Untervermietung durch V unter bestimmten Voraussetzungen nach § 553 Abs. 1 Satz 2 BGB untersagt werden.

## Verpflichtungen der Parteien
Vermieter

Durch den Mietvertrag verpflichtet sich der Vermieter, dem Mieter den Gebrauch der Mietsache während der Mietzeit in einem vertragsgemäßen Zustand zu gewähren (§ 535 Abs. 1 Satz 1 BGB). Der Vermieter hat die auf der Mietsache ruhenden Lasten zu tragen (§ 535 Abs. 1 Satz 3 BGB). Allerdings wird in der Praxis zumeist vereinbart, dass ein Teil dieser Lasten (wie Grundsteuern) auf den Mieter umgelegt wird.
Stehen der Gebrauchsüberlassung öffentlich-rechtliche Hindernisse entgegen, wie das Fehlen einer Bau- oder Nutzungsgenehmigung, so liegt ein Fall der Unmöglichkeit vor. Auch wenn die Wirksamkeit des Mietvertrages gemäß § 311a BGB hiervon unberührt bleibt, so wird der Vermieter von seiner synallagmatischen Leistungspflicht zur Gewährung des Mietgebrauchs frei und verliert gemäß § 326 Abs. 1 BGB den Anspruch auf die Gegenleistung.
Mieter

Der Mieter verpflichtet sich, dem Vermieter die vereinbarte Miete zu entrichten (§ 535 Abs. 2 BGB) und ihm die gemietete Sache zum Ende des Mietverhältnisses zurückgeben. Zeigt sich im Laufe der Mietzeit ein Mangel der Mietsache oder wird eine Maßnahme zum Schutz der Mietsache gegen eine nicht vorhergesehene Gefahr erforderlich, so hat der Mieter das dem Vermieter unverzüglich anzuzeigen (§ 536c Abs. 1 BGB). Unterlässt der Mieter die Anzeige, ist er dem Vermieter zum Ersatz des daraus entstehenden Schadens verpflichtet (§ 536c Abs. 2 BGB).

## Mietverhältnisse über Wohnraum
In Deutschland lebt ein großer Anteil der Bevölkerung in gemieteten Wohnräumen, das verschafft der Wohnraummiete besondere praktische Bedeutung. Das Bürgerliche Gesetzbuch regelt sie ausführlich und stärkt die Rechte des Wohnraummieters (soziales Mietrecht). Nach einer Entscheidung des Bundesverfassungsgerichts (BVerfG) unterfällt der Besitz des Mieters an der gemieteten Wohnung dem Schutz des Eigentumsgrundrechts aus Art. 14 Abs. 1 Satz 1 GG.

### Änderungen zum 1. Januar 1983
Mit dem Gesetz zur Erhöhung des Angebots an Mietwohnungen (MWoErhG) vom 20. Dezember 1982 (BGBl. I S. 1912), mit dem auch § 550b in das BGB eingefügt worden ist, sollte „marktwirtschaftlichen Gesichtspunkten mehr Geltung verschafft“ werden, der „sozialen Bedeutung des Mietverhältnisses für die Mieter Rechnung getragen, als auch die Interessen des Vermieters an der Wirtschaftlichkeit der Wohnungen berücksichtigt“ werden und die unübersichtliche Rechtslage zur Mietkaution sollte bereinigt und ein Ausgleich zwischen dem Sicherungsbedürfnis des Vermieters auf der einen und dem Schutzbedürfnis des Mieters auf der anderen Seite geschaffen werden (Gesetzesbegründung Bundesdrucksache 9/2079 S. 1 f).
Wichtigste Änderungen waren:
- Einführung von Staffelmietenverträgen für Neu- und Altbauten um eine raschere Anpassung der Mieten an die Marktentwicklung zu ermöglichen.
- Einführung von Zeitmietverträgen über maximal 5 Jahre für Wohnungen, die wegen künftigen Eigenbedarfs oder beabsichtigten Baumaßnahmen leer stehen.
- Duldungspflicht des Mieters bei Modernisierungsmaßnahmen.
- Anpassung der Vergleichsmieten an den durchschnittlichen Mietabschlüssen der letzten drei Jahre. Dabei ist eine Steigerung bis zu 30 Prozent in drei Jahren erlaubt.
- Vereinfachung des außergerichtlichen Mieterhöhungsverfahrens.

### Änderungen zum 1. September 2001
- Den einfachen Zeitmietvertrag gibt es nicht mehr. An seine Stelle tritt der qualifizierte Zeitmietvertrag: In ihm muss begründet sein, warum das Mietverhältnis befristet ist (zum Beispiel Eigenbedarf). Fehlt dies, so gilt der Vertrag automatisch unbefristet.
- Es gibt spezielle Staffel- und Indexmieten, bei diesen wird die Miete automatisch erhöht bzw. einem Index angepasst.
- Behindertengerechter Umbau: Bei berechtigtem Bedarf kann die Zustimmung vom Vermieter verlangt werden. Der Vermieter kann aber für den Fall eines Rückbaus zusätzliche Sicherheiten verlangen.
- Stirbt der Mieter, tritt der Lebenspartner in den Mietvertrag ein. Das gilt auch für nichteheliche Lebensgemeinschaften.
- Drei Jahre muss der Käufer einer in eine Eigentumswohnung gewandelten Mietwohnung warten, bis er wegen Eigenbedarfs kündigen darf. Abweichend davon kann durch Landesrecht diese Frist bis auf zehn Jahre verlängert sein.
- Dem Mieter stehen die Zinsen der Mietkaution auch dann zu, wenn sie der Vermieter zu einem höheren als dem üblichen Zinssatz angelegt hat.
- Der Mieter hat eine Kündigungsfrist von drei Monaten (§ 573c Abs. 1 BGB).

### Mietrechtsänderungsgesetz (MietRÄndG) 2013
Zum 1. Mai 2013 trat eine weitere Mietrechtsänderung in Kraft, die am 1. Februar 2013 den Bundesrat passiert hatte. Die Novellierung des Mietrechts betrifft im Wesentlichen vier Regelungskomplexe: die energetische Gebäudesanierung, das Vorgehen gegen Mietnomaden sowie den Kündigungsschutz bei der Umwandlung von Miet- in Eigentumswohnungen. Zudem können die Länder den Anstieg von Bestandsmieten in Regionen mit Wohnungsknappheit nach § 558 Abs. 3 BGB innerhalb von drei Jahren von 20 auf 15 Prozent herabsetzen. Erstmals gesetzlich geregelt wird auch das Contracting, für das der Gesetzgeber den neuen Paragraphen § 556c BGB geschaffen hat.
Die wichtigsten Änderungen 2013:
- Sofern die Wohnung weiterhin nutzbar ist, wirken sich energetische Modernisierungen erst ab dem 4. Monat mietmindernd aus.
- Die energetische Modernisierung (in Bezug auf die Mietsache) rechtfertigt eine Mieterhöhung und findet stärkere Berücksichtigung im Mietspiegel.
- Die Modernisierungsankündigung wird um den Hinweis ergänzt, dass der Mieter ab Zugang der Ankündigung einen Monat Zeit hat, Härtegründe ins Feld zu führen (§ 561 BGB).
- Die Härtefallprüfung bei der Umlage von Modernisierungskosten auf die Miete (wie bisher maximal 11 % p. a.) wird in das spätere Mieterhöhungsverfahren verlegt. Dadurch entfällt sie als Verzugsgrund.
- Als Begründung für Modernisierungsmaßnahmen reicht die Berufung auf anerkannte Pauschalwerte.
- Für den Umstieg auf Contracting bedarf es keiner Zustimmung des Mieters. Sofern eine neue Anlage errichtet, effizient betrieben wird oder die Wärme aus einem Wärmenetz kommt, die Umstellung für den Mieter kostenneutral verläuft und rechtzeitig angekündigt wird, dürfen die Contracting-Kosten anstelle der bisherigen Heizkosten auf den Mieter umgelegt werden.
- Bei Verweigerung der Kautionszahlung oder einem Mietrückstand von zwei Monatsmieten kann der Vermieter ohne Abmahnung fristlos kündigen.
- Räumungssachen werden bei Gericht künftig vorrangig bearbeitet.
- Über eine neue Sicherungsanordnung können säumige Mieter gerichtlich zur Hinterlegung von Kreditsicherung für die weiter auflaufenden Mietschulden verpflichtet werden. Reagiert er darauf nicht, kann der Vermieter schneller als bisher ein Räumungsurteil erwirken.
- Die sogenannte Berliner Räumung ist nun rechtens.
- Der Vermieter kann im Zuge des einstweiligen Verfügungsverfahrens schnell Räumungstitel gegen weitere, unberechtigte Untermieter erwirken.
- Die Schutzlücke bei der Umwandlung von Mietshäusern in Eigentumswohnungen durch das sogenannte Münchener Modell (Eigenbedarfsbedingte Kündigung des Eigentümers von Mietshäusern vor deren Umwandlung in Wohneigentum) wird geschlossen.

### Abmilderung der Folgen der COVID-19-Pandemie
Für Mietverhältnisse über Grundstücke oder über Räume wird das Recht der Vermieter zur Kündigung von Mietverhältnissen in Art. 5 des Gesetzes zur Abmilderung der Folgen der COVID-19-Pandemie im Zivil-, Insolvenz- und Strafverfahrensrecht eingeschränkt. Dies gilt sowohl für Wohn- als auch für Gewerberaummietverträge. Wegen Mietschulden aus dem Zeitraum vom 1. April 2020 bis 30. Juni 2020 dürfen Vermieter das Mietverhältnis nicht kündigen, sofern die Mietschulden auf den Auswirkungen der COVID-19-Pandemie in Deutschland beruhen. Die Verpflichtung der Mieter zur Zahlung der Miete bleibt im Gegenzug aber bestehen. Dies gilt für Pachtverhältnisse entsprechend (Art. 240 § 2 EGBGB n.F.).

### Kündigung
Im Allgemeinen beträgt die Kündigungsfrist für Mieter drei Monate zum Monatsende abzüglich der Karenzzeit („spätestens am dritten Werktag eines Monats“). Die Vereinbarung einer längeren Kündigungsfrist für den Mieter ist unzulässig. Für Vermieter beträgt die Kündigungsfrist ebenfalls drei Monate, sie verlängert sich jedoch nach fünf Jahren auf sechs Monate und nach acht Jahren auf neun Monate (§ 573c BGB). Verträge, die vor dem 1. September 2001 geschlossen wurden, enthalten häufig die (bis dahin gesetzlich gültige) Regelung, dass bei einer Mietdauer von mehr als zehn Jahren die Kündigungsfrist für den Vermieter zwölf Monate beträgt. Verträge, die vor dem 1. September 2001 geschlossen wurden, in denen die Kündigungsfristen nicht formularmäßig formuliert sind, können im Einzelfall immer noch gültige schlechtere Bedingungen für Mieter enthalten.

### Fälligkeit der Miete
Die Fälligkeit der Miete ist durch § 556b Abs. 1 BGB geregelt und besagt: „Die Miete ist zu Beginn, spätestens bis zum dritten Werktag der einzelnen Zeitabschnitte zu entrichten, nach denen sie bemessen ist.“ Bei einer vereinbarten monatlichen Mietzahlung ist das somit der dritte Werktag eines Monats. Dabei ist zu beachten, dass hier Samstage im Gegensatz zu anderen Bereichen, wie im Arbeitsrecht, nicht als Werktag zählen, so der Bundesgerichtshof in seinem Urteil (BGH, 13. Juli 2013 – VIII ZR 291/09). Im verhandelten Fall ging es um die Miete für Februar 2008, die vom beklagten Mieter am 5. Februar beim Konto der klagenden Vermieterin einging. Nach Ansicht des BGH war die Gutschrift der Miete, ausgehend vom Freitag den 1. Februar als ersten Werktag am Dienstag den 5. Februar als dritten Werktag, fristgerecht. Der BGH begründete sein Urteil damit, dass an Samstagen regelmäßig keine Bankgeschäfte vorgenommen würden, wodurch im vorliegenden Fall „dem Mieter lediglich zwei Bankgeschäftstage zur Verfügung stünden, was im Ergebnis zu einer Verkürzung der auf drei Werktage bemessenen Frist zur Bewirkung der Mietzahlung führe“.
Ergänzend dazu entschied der VIII. Zivilsenat des BGH am 5. Oktober 2016: „Gemäß § 556b Abs. 1 BGB, der bestimmt, dass die Miete zu Beginn, spätestens bis zum dritten Werktag der vereinbarten Zeitabschnitte zu entrichten ist, kommt es für die Rechtzeitigkeit der Mietzahlung im Überweisungsverkehr nicht darauf an, dass die Miete bis zum dritten Werktag des vereinbarten Zeitabschnitts auf dem Konto des Vermieters eingegangen ist. Es genügt, dass der Mieter – bei ausreichend gedecktem Konto – seinem Zahlungsdienstleister den Zahlungsauftrag bis zum dritten Werktag des vereinbarten Zeitabschnitts erteilt.“ Eine Mietvertragsklausel wie „Für die Rechtzeitigkeit der Zahlung kommt es nicht auf die Absendung, sondern auf den Eingang des Geldes an“ ist unwirksam (VIII ZR 222/15). Der BGH bestätigte hiermit die Urteile aus zwei Vorinstanzen, bei denen eine Vermieterin erfolglos auf Kündigung des Mietvertrages und Räumung der Wohnung gegen einen Mieter geklagt hatte, dessen Mietzahlungen für die Monate März bis Mai 2014 spätestens am dritten Werktag des Monats zur Überweisung in Auftrag gegeben wurden, jedoch jeweils erst nach dem dritten Werktag auf dem Konto der Vermieterin eingingen. Urteilsbegründung ist, dass Mieter nicht dem Risiko einer Kündigung des Mietverhältnisses bei von ihnen nicht zu verantwortenden möglichen Zahlungsverzögerungen durch Zahlungsdienstleister ausgesetzt werden dürfen.
Zu erwähnen ist, dass § 556b BGB den über 100 Jahre bestehenden § 551 BGB ersetzte, in dem die Fälligkeit der Miete zum „Ende der Mietperiode“, also im Nachhinein, geregelt war.

### Mietsicherheit
Im Wohnraummietvertrag kann wirksam vereinbart werden, dass der Mieter an den Vermieter eine Mietsicherheit leistet, umgangssprachlich Mietkaution (§ 551 BGB). Sie dient der Absicherung der aus dem Mietverhältnis herrührenden Forderungen des Vermieters. Der Vermieter darf nicht mehr als drei Monatsmieten (ohne Mietnebenkosten) als Sicherheit verlangen und muss sie getrennt von seinem eigenen Vermögen anlegen. Die Kaution darf in drei monatlichen Raten gezahlt werden, wenn eine Barkaution vereinbart ist. Die erste Rate wird dann mit Beginn des Mietvertrags fällig, die beiden anderen zu Beginn der zwei folgenden Monate. Dabei sind abweichende Vereinbarungen möglich, solange sie den Mieter nicht benachteiligen.

### Mieterhöhungen
Die Miete ist (für preisfreien Wohnraum) grundsätzlich in der vereinbarten Höhe zu zahlen. Da Mietverhältnisse über Wohnraum (anders als bei gewerblichen Mietverhältnissen) vom Vermieter nicht ohne Grund gekündigt werden dürfen, wurde für den Vermieter die Möglichkeit geschaffen, mit Mieterhöhungen auf wirtschaftliche Veränderungen zu reagieren und damit (in einem gesetzlich geregelten Rahmen) einseitig den Inhalt des Mietvertrages zu verändern. Eine Mieterhöhung ist nur in den gesetzlich ausdrücklich geregelten Fällen möglich. Die häufigsten Mieterhöhungen erfolgen zur Anpassung an die ortsübliche Vergleichsmiete sowie im Anschluss an Modernisierungen. Die vor der Mietrechtsreform (für Bruttokaltmieten) noch vorgesehene Mieterhöhung wegen gestiegener Betriebskosten ist nunmehr nicht mehr möglich.
Eine Mieterhöhung zur Anpassung an die ortsübliche Vergleichsmiete gem. § 558 BGB ermöglicht dem Vermieter, die Miete auf das ortsübliche Maß zu erhöhen.  Der Vermieter darf die Miete mit Mieterhöhungen gem. § 558 BGB innerhalb eines Zeitraums von drei Jahren nicht um mehr als 20 Prozent erhöhen (sog. Kappungsgrenze). Die Bundesländer können in Kappungsverordnungen Gemeinden mit Wohnungsknappheit ausweisen, in denen dieser Wert 15 Prozent beträgt. Die Mieterhöhung selbst ist formal so ausgestaltet, dass der Vermieter einen Anspruch gegen den Mieter auf Zustimmung zur Mieterhöhung hat, den er ggf. (innerhalb einer Frist von drei Monaten nach Ablauf des Zustimmungszeitraums von zwei Monaten) klageweise geltend machen muss. Eine Veränderung des Mietzinses tritt (ggf. rückwirkend) erst ein, wenn der Mieter zugestimmt hat oder zur Zustimmung verurteilt wurde. Das Erhöhungsverlangen muss begründet werden, damit es formell wirksam sein kann. Dazu kann auf Vergleichswohnungen, ein privat eingeholtes Gutachten oder den örtlichen Mietspiegel verwiesen werden (§ 558a Abs. 2 BGB). In Städten mit qualifiziertem Mietspiegel (z. B. Berlin, Hamburg) ist dieser bei der Begründung der Mieterhöhung zwingend anzugeben (§ 558a Abs. 3 BGB).
§ 557a BGB ermöglicht die Vereinbarung einer Staffelmiete. So kann bei Abschluss des Mietvertrags vereinbart werden, in welchem Umfang sich die Miete zu bestimmten Zeitpunkten erhöht. Nach § 557b BGB können die Vertragsparteien schriftlich vereinbaren, dass die Miete durch den vom Statistischen Bundesamt ermittelten Preisindex für die Lebenshaltung aller privaten Haushalte in Deutschland (jetzt: Verbraucherpreisindex für Deutschland) bestimmt wird (Indexmiete). Während der Geltungsdauer sind Mieterhöhungen zur ortsüblichen Vergleichsmiete ausgeschlossen und wegen Modernisierungsmaßnahme teilweise eingeschränkt (§ 557a Abs. 2 BGB und § 557b Abs. 2 BGB).
Führt der Vermieter (in zulässiger Weise) wohnwertverbessernde Maßnahmen durch, kann er die Kosten dieser sog. Modernisierung gem. § 559 BGB auf den Mieter umlegen. Dabei können 8 % (bis zum 31. Dezember 2018: 11 %) der auf die Wohnung entfallenen (umlagefähigen) Kosten jährlich auf die Miete dazu gerechnet werden. Zur Ermittlung der monatlichen Erhöhung muss dieser Wert somit durch 12 dividiert werden. Die Mieterhöhung ist nicht zustimmungsbedürftig, d. h. allein die (formell ordnungsgemäße) Erklärung des Vermieters führt zu einer Änderung der Miete. Die erhöhte Miete wird dann (im Regelfall) mit Beginn des dritten Monats nach Zugang der Erklärung geschuldet. Der Bundesgerichtshof hat in einem Urteil entschieden, dass bei einer Mieterhöhung infolge von Modernisierungen als Grundlage nicht die tatsächlich entstandenen Kosten, sondern nur die notwendigen Kosten eingehen dürfen. In dem Fall war nach einem Gutachten festgestellt worden, dass zu umfangreiche Deinstallationen bei einem Einbau eines Wasserzählers vorgenommen wurden.
Von einer Mieterhöhung der Nettokaltmiete zu unterscheiden, ist die Erhöhung der Nebenkosten. Die Erhöhung hängt nur davon ab, dass die Betriebskosten auch tatsächlich gestiegen sind. So kann Pflicht zur Vorauszahlung nur nach einer erfolgten Abrechnung abgeändert werden (§ 560 Abs. 4 BGB).

### Mietminderung
Von Mietminderung spricht man juristisch, wenn eine Mietsache während der Überlassung einen Mangel hat, das heißt, eine zugesicherte Eigenschaft nicht aufweist und deshalb zum vertragsgemäßen Gebrauch erheblich weniger taugt. Dann wird nur noch eine gekürzte Miete geschuldet. In der Regel werden nicht alle Eigenschaften der Mietwohnung explizit vereinbart. Die vertraglich geschuldeten Eigenschaften der Wohnung müssen deshalb meist aus dem Zustand der Wohnung bei Mietbeginn und dem Zweck des Mietvertrags, nämlich die Nutzung einer Wohnung zum Wohnen, abgeleitet werden. Welche Eigenschaften zum Wohnen ein Mieter standardmäßig erwarten kann und deshalb implizit zum Inhalt des Mietvertrags werden, ergibt sich aus der allgemeinen Verkehrsanschauung unter Beachtung des Grundsatzes von Treu und Glauben. Aus der Rechtsprechung gibt es folgende Beispiele:
- Wenn die Wohnung mit einem sichtbaren Telefonanschluss ausgestattet ist, muss dieser funktionsfähig sein[25]
- Bei der Bewertung von Lärm als Mangel ist zu berücksichtigen, dass nach § 22 Abs. 1a BImSchG Kinderlärm an bestimmten Orten im Regelfall unschädlich ist[26]
- Eine vorübergehende erhöhte Verkehrslärmbelastung aufgrund von Straßenbauarbeiten stellt, unabhängig von ihrer zeitlichen Dauer, jedenfalls dann, wenn sie sich innerhalb der in Innenstadtlagen üblichen Grenzen hält, keinen zur Minderung berechtigenden Mangel der vermieteten Wohnung dar[27]
- Hinsichtlich baulicher Mängel gilt, dass ohne anderweitige Vereinbarung das Errichtungsprinzip gilt, also die geltenden technischen Maßstäbe zum Zeitpunkt der Errichtung maßgeblich sind[28]

Bei einem Mangel der Mietsache ist die Miete automatisch, d. h. kraft Gesetzes, gemindert (vgl. § 536 BGB). Das bedeutet, dass eine Mietminderung weder beantragt noch genehmigt werden muss. Der Mieter „mindert“ die Miete nicht, sondern kürzt die Mietzahlung, weil sich die Miete kraft Gesetzes gemindert hat. Bei Wohnraum kann davon nicht zum Nachteil des Mieters abgewichen werden (§ 536 Abs. 4 BGB).
Das Gesetz unterscheidet zwischen Mängeln, die bereits bei Vertragsschluss (§ 536b BGB) vorhanden sind, und solchen, die erst im Laufe der Mietzeit auftreten (§ 536c BGB).
In diesen Fällen ist eine Minderung trotz eines Mangels bei Vertragsschluss nicht möglich:
- Der Mieter kannte den Mangel
- Der Mieter hat wegen grober Fahrlässigkeit den Mangel verkannt und der Vermieter hat diesen Mangel arglistig verschwiegen

In diesen Fällen ist eine Minderung trotz des Auftritts eines Mangels nach Vertragsschluss nicht möglich:
- Die Nutzung der Wohnung ist wegen einer energetischen Modernisierung nach § 555b Abs. 1 BGB eingeschränkt. Dies gilt nur für drei Monate.
- Bei Überlassung der Mietsache erkennt der Mieter den Mangel und erklärt nicht, dass er sich die Rechte aus dem Mangel vorbehält
- Im Laufe der Mietzeit hat der Mieter den Mangel nicht dem Vermieter angezeigt und deshalb konnte der Vermieter den Mangel nicht beheben
- Der Mangel wurde schuldhaft vom Mieter verursacht[29]
- Der Mieter verhindert die Behebung des Mangels[30]
- Der Mieter hat auf seine Mängelrechte verzichtet oder diese verwirkt[31]

Der Mieter kann sein Recht, die Miete zu kürzen, nicht (mehr) wegen vorbehaltloser Zahlung verlieren (so noch die alte Rechtslage bis zum 31. August 2001).
Zur Höhe der Minderung, die zwischen Mieter und Vermieter streitig sein kann, gibt es für die Einzelfälle eine Fülle von Gerichtsurteilen, die Anhaltspunkte zur prozentualen Minderung geben. Die Urteile werden in inoffiziellen Minderungstabellen/Mängellexika, an denen sich die Praxis orientiert, zusammenfassend dargestellt. Geht der Mieter zu Unrecht von einem Mangel aus und reduziert entsprechend seine Mietzahlungen, dann kann der Vermieter das Mietverhältnis bei Erreichung des notwendigen Zahlungsverzugs wirksam kündigen, wenn der Mieter seinen Irrtum bei Anwendung verkehrsüblicher Sorgfalt hätte erkennen können. Der Mieter kann bei Unklarheiten die Miete unter Vorbehalt vollständig zahlen und anschließend das Geld zurückfordern, wobei er den Mangel gerichtlich überprüfen lassen kann. Geht der Mieter lediglich von einem zu hohen Betrag der Mietminderung aus und hält sich dieser Irrtum in einem gewissen Rahmen, liegt kein Verschulden des Mieters und somit entsprechend kein Zahlungsverzug vor. In der Literatur wird ein Rahmen von 10 Prozent diskutiert.
Nach einem Urteil des Bundesgerichtshofs (BGH, Az. XII ZR 225/03) bildet die Bruttomiete inklusive Nebenkosten die Rechnungsgrundlage für eine Mietminderung. Ist lediglich eine Vorauszahlung der Betriebskosten vereinbart, muss bei der Abrechnung berücksichtigt werden, dass nur geminderte Betriebskosten geschuldet sind.
Ob der Mieter den Mangel oder der Vermieter die Mangelfreiheit beweisen muss, hängt vom Einzelfall ab. Bei Überlassung der Mietsache muss der Vermieter beweisen, dass diese mangelfrei ist. Hat der Mieter aber bereits signalisiert, dass er die Mietsache bereits als Erfüllung annimmt, dann muss auch er einen anfänglichen Mangel beweisen (§ 363 BGB). Der Beweis einer Annahme als Erfüllung kann durch ein Wohnungsübergabeprotokoll geführt werden. Das Übergabeprotokoll kann auch dazu dienen, die Mangelfreiheit der Mietsache bei Mietbeginn direkt zu beweisen. Mängel, die im Laufe der Mietzeit auftreten, und die übrigen Tatsachen für eine Mietminderung muss grundsätzlich der Mieter beweisen. Die Ursache des Mangels muss nicht bewiesen werden, da es nur auf die Auswirkungen des Mangels und die eingeschränkte Tauglichkeit zur Nutzung ankommt. Eine Mietminderung ist aber ausgeschlossen, wenn der Mieter den Mangel verursacht hat (siehe oben). Ist streitig, ob der Gebrauch der Wohnung durch den Mieter oder der Vermieter für den Mangel verantwortlich ist, gilt eine Beweislastverteilung nach den jeweiligen Verantwortungsbereichen. Der Vermieter muss zunächst beweisen, dass er nicht verantwortlich für den Mangel ist. Gelingt dieser Beweis, steht dem Mieter eine Mietminderung nur zu, wenn er beweist, dass er nicht für den Mangel verantwortlich ist. Beispielsweise muss bei Schimmel in der Wohnung der Vermieter beweisen, dass Ursache nicht die mangelhafte Bausubstanz ist und der Mieter muss beweisen, dass sein Lüft- und Heizverhalten nicht die Ursache ist. Hat der Vermieter versucht, den Mangel zu beseitigen, muss er beweisen, dass er erfolgreich war und der Mangel nicht mehr besteht.

### Weitere Vertragsbestandteile
In Wohnungsmietverträgen enthalten ist meist ein Passus über die Anzahl und Art der übergebenen Schlüssel (z. B. für Haus- und Wohnungstüre, Briefkasten, Keller usw.), gegebenenfalls über mitgemietete Einrichtungsgegenstände wie Einbauküchen oder Teppichböden. Des Weiteren sind oftmals weitere vertragliche Rechte und Pflichten geregelt. Beispiele von Rechten wären unter anderem Nutzungsrechte von Kellerräumen, Gemeinschaftsräumen wie Waschküchen oder Trockenböden, Spielplatz-, Grünflächen-, Parkflächen- oder Garagennutzung. Zu den möglichen Pflichten gehören z. B. Vorgaben für Schönheitsreparaturen und Kleinstreparaturen so wie der Zustand der Wohnung, der bei Auszug nach Vertragskündigung einzuhalten ist. Des Weiteren kann der Mietvertrag Regelungen zur Kehrwoche, Schneeräumung u. ä. beinhalten. Manche der hier erwähnten Punkte stehen häufig nicht im Mietvertrag, sondern in der Hausordnung, welche allerdings häufig vertraglich als Bestandteil des Mietvertrages vereinbart wird und somit rechtsverbindlich ist.

### Familienangehörige
Der Miteinzug von Ehegatten oder gemeinsamen Kindern in eine Mietwohnung ist erlaubnisfrei, deren Aufnahme gehört grundsätzlich zum vertragsgemäßen Gebrauch der Mietwohnung. Es darf dabei nicht zu einer Überbelegung kommen. Wann eine Überbelegung vorliegt, hängt vom Einzelfall ab. Die Literatur und Rechtsprechung nehmen als groben Referenzwert 9 bis 12 Quadratmeter pro erwachsene Person an, was noch keine Überbelegung darstellen soll. Es empfiehlt sich dringend den tatsächlich erfolgten Einzug der Familienangehörigen dem Vermieter bekannt zu geben; ein Hinweis an den Vermieter über die ggf. vorhandene Erlaubnisfreiheit bei Einzug von Familienangehörigen kann hierbei hilfreich sein. Der Vermieter muss (seit 2015) den tatsächlich eingezogenen Personen ggf. jeweils eine Wohnungsgeberbestätigung aushändigen, damit die neuen Bewohner der Mietwohnung sich wiederum bei der zuständigen Gemeinde bzw. Stadtverwaltung rechtmäßig anmelden können. Sollte der potentielle Vermieter bei der Mietwohnungssuche eine Frage z. B. nach Kindern oder der Kinderzahl stellen, so ist dies eine unzulässige Frage. Zudem sind „… auch Fragen unzulässig, die zur Gewinnung der für den Vermieter notwendigen Informationen nicht erforderlich sind.“ Die unzulässigen Fragen müssen nicht wahrheitsgemäß beantwortet werden. Das vermieterseitige Ermitteln z. B. der Kinderzahl über einen Eintrag aus der Entgeltbescheinigung eines Arbeitnehmers vor Abschluss des Mietvertrages ist nicht zwingend möglich. Der Mietinteressent kann sich eine Entgeltbescheinigung ohne die Zahl der eigenen Kinder von seinem Arbeitgeber ausstellen lassen – nach §108 Gewerbeordnung, Absatz 3, Satz 3.

### Haustiere
Haustiere in Mietwohnungen bedürfen je nach Umstand der Genehmigung durch den Vermieter. Mietvertragsklauseln, die ein generelles Tierhaltungsverbot beinhalten, sind unwirksam. Generell erlaubnisfrei ist das Halten von Kleintieren in Käfigen, Aquarien, Terrarien usw., bei denen von einer Beeinträchtigung der Mietsache und anderer Mieter nicht ausgegangen werden kann und der betroffene Mieter im Sinne von § 307 Abs. 1 BGB „unangemessen benachteiligt“ wäre. So zählen z. B. Ziervögel, Fische in Aquarien, Kleintiere wie Hamster, Kaninchen, Meerschweinchen oder kleine ungiftige Schlangen sowie Schildkröten usw. zum vertragsgemäßen Gebrauch einer Mietwohnung. Ebenfalls unwirksam ist ein generelles Verbot von Hunden und Katzen im formularmäßigen Mietvertrag, was jedoch nicht dazu führt, dass der Mieter Hunde oder Katzen ohne jegliche Rücksicht auf andere halten kann. Stattdessen müsse eine umfassende Abwägung der im Einzelfall konkret betroffenen Interessen aller Beteiligten getroffen werden, so der Bundesgerichtshof in seinem Urteil (BGH, 20. März 2013 – VIII ZR 168/12):
„[…] die bei Hunden und Katzen nicht generell ausschließbare Gefahr einer Beeinträchtigung der Mietsache oder einer Störung von Nachbarn [berechtigt] den Vermieter […] nicht dazu, die Haltung von Hunden und Katzen im Wege eines formularmäßigen Generalverbots ohne Rücksicht auf besondere Umstände des Einzelfalls vollständig zu untersagen. […] Ob eine Tierhaltung zum vertragsgemäßen Gebrauch im Sinne von § 535 Abs. 1 BGB gehört, erfordert eine umfassende Abwägung der Interessen des Vermieters und des Mieters sowie der weiteren Beteiligten. Diese Abwägung lässt sich nicht allgemein, sondern nur im Einzelfall vornehmen, weil die dabei zu berücksichtigenden Umstände so individuell und vielgestaltig sind, dass sich jede schematische Lösung verbietet. Zu berücksichtigen sind insbesondere Art, Größe, Verhalten und Anzahl der Tiere, Art, Größe, Zustand und Lage der Wohnung und des Hauses, in dem sich die Wohnung befindet, Anzahl, persönliche Verhältnisse, namentlich Alter, und berechtigte Interessen der Mitbewohner und Nachbarn, Anzahl und Art anderer Tiere im Haus, bisherige Handhabung durch den Vermieter sowie besondere Bedürfnisse des Mieters.“

### Schriftform beim Mietvertrag
Bei Mietverträgen gibt es keinen Formzwang. Wird allerdings ein Mietvertrag über Räume (Wohnräume, aber auch Geschäftsräume) für längere Zeit als für ein Jahr nicht in schriftlicher Form geschlossen, so gilt er für unbestimmte Zeit (§ 550 S. 1 BGB). Dies führt dann insbesondere zu einer regulären Kündigungsmöglichkeit vor Ablauf der festen Mietdauer.
Besteht der Mietvertrag aus mehreren losen Blättern, verstößt das nicht gegen die Schriftform; denn gemäß § 126 BGB ist keine körperliche Verbindung der einzelnen Blätter der Urkunde notwendig, wenn sich deren Einheit aus fortlaufender Paginierung, fortlaufender Nummerierung der einzelnen Bestimmungen, einheitlicher graphischer Gestaltung, inhaltlichem Zusammenhang des Textes oder vergleichbaren Merkmalen zweifelsfrei ergibt. Keine Probleme mit der Schriftform gibt es, wenn die Seiten mit der Heftmaschine zusammengefügt sind. Für die Einhaltung der Schriftform eines Mietvertrages reicht auch bei einem Ursprungsvertrag die wechselseitige Bezugnahme der einzelnen Blätter (gedankliche Verknüpfung); eine körperliche Verbindung ist nicht erforderlich.
Die Unterzeichnungen von Mieter und Vermieter müssen nicht auf demselben Exemplar enthalten sein. Es genügt, wenn jede Partei auf dem Exemplar des anderen unterzeichnet. Allerdings muss es sich um identische Vertragsexemplare handeln. Haben beide Mietparteien identische Vertragsformulare unterzeichnet, der Vermieter aber seine Unterschrift auf dem Exemplar für den Mieter mit einem handschriftlichen Zusatz geleistet, der einen Vorbehalt enthält, so ist die Schriftform nicht mehr eingehalten und der Vertrag gilt als auf unbestimmte Zeit geschlossen. Unerheblich ist dabei, ob der Vorbehalt wichtige oder geringfügige Änderungen betrifft.
Beispielfall: Beide Parteien hatten einen auf zehn Jahre befristeten Gewerbemietvertrag geschlossen, der vom Mieter unterzeichnet und dem Vermieter zugeschickt wurde. Der Vermieter hatte ebenfalls unterschrieben, gleichzeitig dem Mieter einen Brief mit geringfügigen Vertragsänderungen zugeschickt und seiner Unterschrift unter dem Vertragsformular den Zusatz beigefügt, dass die Unterzeichnung „nur gemäß unserem (letzten) Schreiben“ gilt. Rechtlich wurde auf diese Weise das Angebot zum konkreten Vertragsschluss abgelehnt. Der Mieter ist in die Gewerberäume eingezogen, hatte aber nie die Änderungen gegenüber dem Vermieter bestätigt. Somit lag kein formwirksamer befristeter Mietvertrag zwischen beiden Parteien vor und der Mieter hatte das Recht, das Mietverhältnis mit dreimonatiger Kündigungsfrist vorzeitig zu kündigen.
Soll ein zuvor beendetes Mietverhältnis zwischen den ursprünglichen Mietparteien fortgesetzt werden, reicht es aus und genügt der Schriftform, wenn beide Parteien in einem Schriftstück auf den Inhalt des vormals gültigen Mietvertrages konkret Bezug nehmen. Die Wiederholung des gesamten Textes ist überflüssig.

### Mietschuldenfreiheitsbescheinigungen
Vermieter verlangen vor Abschluss eines Mietvertrags oft die Vorlage einer Mietschuldenfreiheitsbescheinigung des Vorvermieters. Der Mieter hat laut BGH gegenüber seinem Vermieter jedoch lediglich Anspruch auf eine Quittung für geleistete Zahlungen, aber nicht auf eine weitergehende Bescheinigung.

## Mietverhältnisse über Gewerberaum, gewerbliche Nutzung
Eine Besonderheit des deutschen Mietrechts ist es, zwischen einer Nutzung zu gewerblichen Zwecken und einer Nutzung des Mietobjekts zu Wohnzwecken zu unterscheiden. Eine mittelbare Folge der großen Wohnungsknappheit mit entsprechenden Auswüchsen nach Ende des II. Weltkriegs war die Einführung einer „sozialen“ Mietgesetzgebung mit einem sehr ausgeprägten Mieterschutz in den 1970er Jahren (später vielfach korrigiert und geändert). Objekte, die zu gewerblichen Zwecken vermietet wurden, mussten daher vom Mieterschutz ausgenommen werden. In ordnungsgemäßen Mietverträgen sollte festgelegt sein, ob die Vermietung zu Wohnzwecken oder zu anderen (gewerblichen) Zwecken erfolgt. Vereinbarungen, wonach die Nutzung nur gewerblich oder nur zu Wohnzwecken (= Nutzungseinschränkungen) erfolgt, sind zulässig. Übt ein Mieter in einer zu Wohnzwecken gemieteten Wohnung eine gewerbliche Tätigkeit aus, kann das zum Verlust des Mieterschutzes und einer Kündigung führen.

## Gewerbliche Nutzung (Abgrenzung)
Die Rechtsprechung hat für die Abgrenzung folgende Grundsätze entwickelt:
- Wohnräume dienen zwar dem Wohnen und grundsätzlich nicht der gewerblichen Tätigkeit. Das bedeutet aber selbstverständlich nicht, dass der Mieter keinerlei berufliche Tätigkeit in seinen Räumen ausüben darf. Das Merkmal „vertragsgemäßer Gebrauch“ wurde von der Rechtsprechung dem Wandel der Wohn- und Arbeitsverhältnisse sowie der technischen Entwicklung angepasst.
- Der Mieter kann normale, gelegentliche Büroarbeiten oder geschäftliche Besprechungen in seiner Wohnung vornehmen, soweit der Charakter einer Wohnraumnutzung erhalten bleibt. Insbesondere ist gegen die gewerbliche Nutzung eines Telefax und eines Computers regelmäßig nichts einzuwenden. Daher werden Heimarbeitsplätze am Computer durch den vertragsgemäßen Gebrauch als Wohnraum gedeckt oder Tätigkeiten, die ausschließlich die Durchführung von Telefonaten zum Inhalt haben.
- Auch darf der Mieter die Wohnung als Maler, Schriftsteller, Musiker oder als sonstiger Künstler nutzen, selbst wenn mit diesen Tätigkeiten wesentliche Einkünfte erzielt werden (Atelierwohnung). Ebenso ist die Tätigkeit als Übersetzer oder Gutachter zulässig.[73] Der BGH entschied dazu, dass ein Vermieter geschäftliche Aktivitäten des Mieters in der Wohnung, die nach außen in Erscheinung treten, grundsätzlich nicht ohne entsprechende Vereinbarung dulden muss. Er kann jedoch nach Treu und Glauben verpflichtet sein, die Erlaubnis zur teilgewerblichen Nutzung zu erteilen, wenn es sich um eine Tätigkeit ohne Mitarbeiter und ohne ins Gewicht fallenden Kundenverkehr handelt; dafür trägt der Mieter die Darlegungs- und Beweislast.[74]
- Die Ausübung der Prostitution wird jedoch in Urteilen regelmäßig als gewerbliche Nutzung eingestuft, die nicht zulässig ist, wenn die Räume zu Wohnzwecken vermietet wurden. Der Vermieter kann eine Erlaubnis zur Ausübung einer gewerblichen Tätigkeit in den zu Wohnzwecken vermieteten Räumen auch nachträglich erteilen, dabei ist er jedoch zur Rücksichtnahme auf andere bestehende Mietverhältnisse verpflichtet. Hinsichtlich der Ausübung der Prostitution ist in der Regel davon ausgehen, dass der Vermieter keine (lukrative) Genehmigung erteilen darf, da nicht ausgeschlossen werden kann, dass andere Mieter belästigt werden (zum Beispiel durch wartende Freier im Hausflur). Belästigte Mieter könnten auf Unterlassung der Vermietung zur gewerblichen Nutzung (hier Prostitution) klagen.

## Mietverhältnisse über Bodenflächen
In der DDR war es möglich, Bodenflächen zu mieten und darauf Bauwerke zu errichten. Mit dem Schuldrechtanpassungsgesetz können die Bauwerke 2022 in das Eigentum des Grundstückseigentümers übergehen.

## Mietverträge nach DDR-Recht
DDR-Mietverträge sind auch nach der Wiedervereinigung grundsätzlich weiterhin wirksam, sofern sie nicht ausdrücklich gekündigt wurden. Sie gelten als reguläre Mietverhältnisse im Sinne des BGB, sodass die allgemeinen mietrechtlichen Vorschriften, insbesondere die Kündigungsregelungen nach § 573 BGB, Anwendung finden. Der Bundesgerichtshof (BGH) hat ausdrücklich entschieden, dass auch eine Kündigung wegen Eigenbedarfs bei Altverträgen aus der DDR zulässig ist, da der Gesetzgeber keine abweichenden Sonderregelungen für diese Vertragsverhältnisse geschaffen hat.